# سیارک ۶۸۹۴۷
سیارک ۶۸۹۴۷ (به انگلیسی: 68947 Brunofunk، نامگذاری:2002PW156) شصت و هشت هزار و نهصد و چهل و هفتمین سیارک کشف شده‌است که در ۸ اوت ۲۰۰۲ کشف شد.